# Chaînon Itcha
Le chaînon Itcha, en anglais : Itcha Range, est un massif de montagnes situé sur le plateau Chilcotin en Colombie-Britannique, au Canada. Le point culminant est le mont Downton avec 2 375 mètres d'altitude.
Le chaînon Itcha, actif il y a 2,5 millions d'années avec trois cônes annexes actifs il y a 1,6 million d'années et 10 000 ans, fait partie du point chaud d'Anahim.

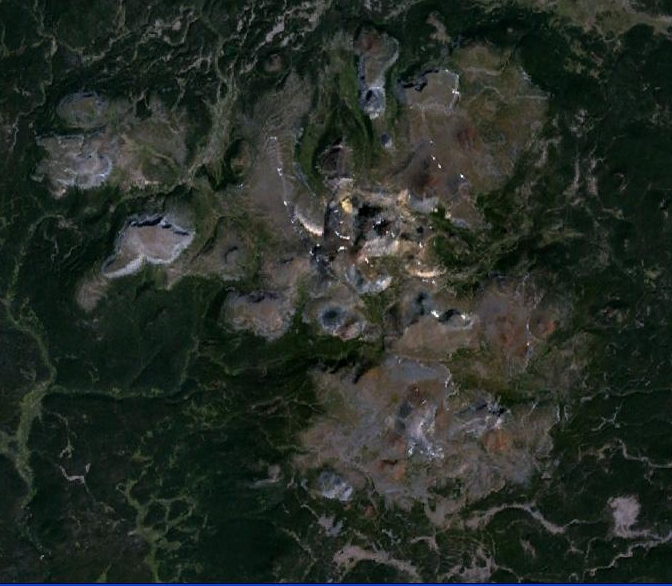
Vue satellite du chaînon Itcha.